# Groupe de NGC 920
Le groupe de NGC 920 comprend trois galaxies situées dans la constellation d'Andromède. La distance moyenne entre ce groupe et la Voie lactée est d'environ 71,9 Mpc (∼235 millions d'al). 

## Membres
Le tableau ci-dessous liste les trois galaxies du groupe indiquées dans l'article de A.M. Garcia paru en 1993. La désignation IC 1799 est utilisée dans l'article de Garcia de même que PGC 9432. Il s'agit bien de NGC 920.
| Nom      | Class. | Type    | α (J2000.0)   | δ (J2000.0) | Vitesse radiale (km/s) | m    | Distance (Mpc) | Dimension (kal) |
| -------- | ------ | ------- | ------------- | ----------- | ---------------------- | ---- | -------------- | --------------- |
| NGC 920  | S?     | Spirale | 02h 28m 45.9s | 45° 58′ 14″ | 5021 ± 10              | 13,7 | 69,8 ± 4,9     | 88              |
| NGC 933  | S?     | Spirale | 02h 29m 17.5s | 45° 54′ 41″ | 5105 ± 11              | 13,9 | 72,4 ± 5,1     | 155             |
| UGC 1867 | Scd    | Spirale | 02h 25m 15.6s | 45° 27′ 05″ | 5195 ± 11              | 15,1 | 73,6 ± 5,2     | 117             |

Le site DeepskyLog permet de trouver aisément les constellations des galaxies mentionnées dans ce tableau ou si elles ne s'y trouvent pas, l'outil du site constellation permet de le faire à l'aide des coordonnées de la galaxie. Sauf indication contraire, les données proviennent du site NASA/IPAC.